# William Crabtree
William Crabtree (Broughton, 1610 – Broughton, 1644) foi um astrônomo, matemático e comerciante de Salford, Lancashire, Inglaterra. Foi um das duas primeiras pessoas a observar o trânsito de Vênus em 1639.